# Vladimir Ossipoff

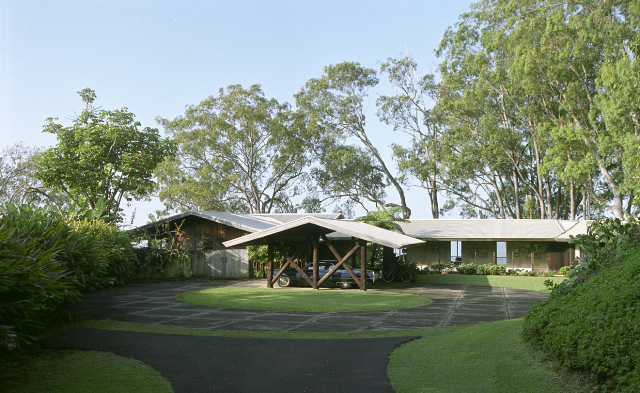
Das Liljestrand Haus in Hawaii

Vladimir "Val" Ossipoff (* 25. November 1907 in Wladiwostok, Russisches Kaiserreich; † 1. Oktober 1998 in Honolulu, Hawaii) war ein US-amerikanischer Architekt.

## Leben
Vladimir Ossipoff, Sohn des russischen Militärattaché in Tokio, emigrierte 1923 in die USA. Nach dem Architekturstudium an der University of California, Berkeley, eröffnete er 1931 ein eigenes Atelier auf Hawaii.
Er galt mit seinen mehr als 1.000 realisierten Projekten als der maßgebliche Vertreter der Moderne auf Hawaii und im pazifischen Raum. Er wurde unter anderem ausgezeichnet vom American Institute of Architects.
Umfassende Werkschauen wurden gezeigt in der Honolulu Academy of Arts (2007), sowie an der Yale School of Architecture in New Haven (Connecticut) (2008) und im Deutschen Architekturmuseum in Frankfurt am Main (2009).

## Bauten (Auswahl)
- 1958: Vladimir N. Ossipoff House, Honolulu[2]